# Michel Kitabdjian
Michel Kitabdjian (Nizza (Alpes-Maritimes), 1930. május 7. – 2020. március 17.) francia nemzetközi labdarúgó-játékvezető. Szülei Afrikából települtek Franciaországba.

## Pályafutása

### Nemzeti játékvezetés
A játékvezetői vizsgát 1955-ben letéve a délkeleti Liga A játékvezetői vizsgát 1955-ben letéve a délkeleti League játékvezetője lett, 1959-ben lett az I. Liga játékvezetője. Hazájában jól, külföldön, a többi francia bíróhoz képest, keveset foglalkoztatták. A nemzeti játékvezetéstől 1979-ben vonult vissza.

#### Nemzeti kupamérkőzések
Vezetett Kupa-döntők száma: 1.

##### Francia labdarúgókupa
A Francia Labdarúgó-szövetség JB szakmai felkészültségének elismeréseként a döntő mérkőzés vezetésével bízta meg.
| Időpont         | Helyszín                         | Mérkőzés típusa         | Mérkőzés                        | Eredmény | Nézők száma |
| --------------- | -------------------------------- | ----------------------- | ------------------------------- | -------- | ----------- |
| 1965. május 23. | Parc des Princes stadion, Párizs | döntő első találkozó    | Stade Rennais FC–UA Sedan-Torcy | 2 : 2    | 36 789      |
| 1965. május 26. | Parc des Princes stadion, Párizs | döntő második találkozó | Stade Rennais UC–UA Sedan-Torcy | 3 : 1    | 26 792      |

### Nemzetközi játékvezetés
A Francia labdarúgó-szövetség Játékvezető Bizottsága (JB) terjesztette fel nemzetközi játékvezetőnek, a Nemzetközi Labdarúgó-szövetség (FIFA) 1961-től tartotta nyilván bírói keretében. A FIFA JB központi nyelvei közül a franciát beszéli. Több válogatott és nemzetközi klubmérkőzést vezetett, vagy működő társának partbíróként segített. A francia nemzetközi játékvezetők rangsorában, a világbajnokság-Európa-bajnokság sorrendjében többedmagával az 5. helyet foglalja el 13 találkozó szolgálatával. Az UEFA által szervezett labdarúgó kupasorozatokban 1955-2007 között összesen 41 mérkőzést vezetett, amivel a 43. helyen áll. Az aktív nemzetközi játékvezetéstől 1979-ben  búcsúzott. Válogatott mérkőzéseinek száma: 19.

#### Labdarúgó-világbajnokság
Négy világbajnoki döntőhöz vezető úton Angliába a VIII., az 1966-os labdarúgó-világbajnokságra, Mexikóba a IX., az 1970-es labdarúgó-világbajnokságra, az  afrikai zónába, Németországba a X., az 1974-es labdarúgó-világbajnokságra, Argentínába a XI., az 1978-as labdarúgó-világbajnokságra, az ázsiai zónába, valamint az AFC/OFC zónába a FIFA JB játékvezetőként alkalmazta.

##### 1966-os labdarúgó-világbajnokság

###### Selejtező mérkőzés
| Időpont           | Helyszín                           | Mérkőzés típusa           | Mérkőzés           | Eredmény | Nézők száma |
| ----------------- | ---------------------------------- | ------------------------- | ------------------ | -------- | ----------- |
| 1965. június 13]. | Nemzeti Stadion, Lisszabon         | előselejtező (4. csoport) | Portugália–Románia | 2 : 1    | 45 646      |
| 1965. december 1. | Racecourse Ground Stadion, Wrexham | előselejtező (7. csoport) | Wales–Dánia        | 4 : 2    | 4 839       |

##### 1970-es labdarúgó-világbajnokság

###### Selejtező mérkőzés
| Időpont              | Helyszín                      | Mérkőzés típusa           | Mérkőzés                   | Eredmény | Nézők száma |
| -------------------- | ----------------------------- | ------------------------- | -------------------------- | -------- | ----------- |
| 1969. szeptember 10. | Windsor Park Stadion, Belfast | előselejtező (4. csoport) | Észak-Írország–Szovjetunió | 0 : 0    | 35 138      |
| 1969. április 27.    | Központi Stadion, Tunisz      | afrikai zóna              | Tunézia–Marokkó            | 0 : 0    |             |
| 1969. június 13.     | Központi Stadion, Casablanca  | afrikai zóna              | Morokkó–Tunézia            | 2 : 2    |             |

##### 1974-es labdarúgó-világbajnokság

###### Selejtező mérkőzés
| Időpont           | Helyszín                    | Mérkőzés típusa           | Mérkőzés                  | Eredmény | Nézők száma |
| ----------------- | --------------------------- | ------------------------- | ------------------------- | -------- | ----------- |
| 1973. február 21. | La Rosaleda Stadion, Málaga | előselejtező (7. csoport) | Spanyolország–Görögország | 3 : 1    | 20 569      |
| 1973. április 29. | Népstadion, Budapest        | előselejtező (1. csoport) | Magyarország–Ausztria     | 2 : 2    | 72 068      |

##### 1978-as labdarúgó-világbajnokság

###### Selejtező mérkőzés
| Időpont            | Helyszín                         | Mérkőzés típusa           | Mérkőzés                 | Eredmény | Nézők száma |
| ------------------ | -------------------------------- | ------------------------- | ------------------------ | -------- | ----------- |
| 1976. október 16.  | Estádio das Antas Stadion, Porto | előselejtező (1. csoport) | Portugália–Lengyelország | 0 : 2    | 12 330      |
| 1977. március 6.   | Központi Stadion, Tel-Aviv       | ázsiai zóna               | Izrael–Japán             | 2 : 0    |             |
| 1977. november 25. | Központi Stadion, Teherán        | Ázsia/Óceánia zóna        | Irán–Ausztrália          | 1 : 0    |             |

#### Labdarúgó-Európa-bajnokság
Három európai-labdarúgó torna döntőjéhez vezető úton Olaszországba a III., az 1968-as labdarúgó-Európa-bajnokságra, Belgiumba a IV., az 1972-es labdarúgó-Európa-bajnokságra, valamint Jugoszláviába az V., az 1976-os labdarúgó-Európa-bajnokságra az UEFA JB játékvezetőként foglalkoztatta.

##### 1968-as labdarúgó-Európa-bajnokság

###### Selejtező mérkőzés
| Időpont            | Helyszín                         | Mérkőzés típusa           | Mérkőzés            | Eredmény | Nézők száma |
| ------------------ | -------------------------------- | ------------------------- | ------------------- | -------- | ----------- |
| 1967. november 12. | Estádio das Antas Stadion, Porto | előselejtező (2. csoport) | Portugália–Norvégia | 2 : 1    | 35 000      |

##### 1972-es labdarúgó-Európa-bajnokság

###### Selejtező mérkőzés
| Időpont           | Helyszín                          | Mérkőzés típusa           | Mérkőzés          | Eredmény | Nézők száma |
| ----------------- | --------------------------------- | ------------------------- | ----------------- | -------- | ----------- |
| 1971. április 21. | Estádio da Luz Stadion, Lisszabon | előselejtező (5. csoport) | Portugália–Skócia | 2 : 0    | 35 463      |

##### 1976-os labdarúgó-Európa-bajnokság

###### Selejtező mérkőzés
| Időpont           | Helyszín                | Mérkőzés típusa           | Mérkőzés             | Eredmény | Nézők száma |
| ----------------- | ----------------------- | ------------------------- | -------------------- | -------- | ----------- |
| 1974. október 30. | Wembley Stadion, London | előselejtező (1. csoport) | Anglia–Csehszlovákia | 3 : 0    | 83 858      |

#### Olimpiai játékok
Mexikóban rendezték a XIX., nagy magasságú 1968. évi nyári olimpiai játékok labdarúgó torna döntő mérkőzéseit, ahol a FIFA JB játékvezetői szolgálatra kérte fel. A labdarúgó torna egyik legfoglalkoztatottabb játékvezetője. Olimpián vezetett mérkőzéseinek száma: 2 + 2 (partbíró).

##### 1968. évi nyári olimpiai játékok
| Időpont           | Helyszín               | Mérkőzés típusa              | Mérkőzés        | Eredmény |
| ----------------- | ---------------------- | ---------------------------- | --------------- | -------- |
| 1968. október 13. | Nou Camp Stadion, León | csoportmérkőzés (C. csoport) | Izrael–Ghána    | 5 : 3    |
| 1968. október 20. | Nou Camp Stadion, León | negyeddöntő                  | Bulgária–Izrael | 1 : 1    |

#### Nemzetközi kupamérkőzések
Vezetett Kupa-döntők száma: 1.

##### Bajnokcsapatok Európa-kupája
Az UEFA JB felkérésére a kupasorozatokban egy döntőt, 5 elődöntőt- és 7 negyeddöntőt vezetett. A 21. játékvezető – a 2. francia – aki BEK döntőt vezetett.
| Időpont         | Helyszín                         | Mérkőzés típusa              | Mérkőzés                          | Eredmény | Nézők száma |
| --------------- | -------------------------------- | ---------------------------- | --------------------------------- | -------- | ----------- |
| 1965. május 6.  | Luz Stadion, Lisszabon           | egyik elődöntő (2. mérkőzés) | SL Benfica–Győri Vasas ETO        | 4 – 0    |             |
| 1975. május 28. | Parc des Princes stadion, Párizs | döntő                        | FC Bayern München–Leeds United FC | 2 : 0    | 50 000      |

## Sikerei, díjai
1976-ban a nemzetközi játékvezetés hírnevének erősítése, hazájában 10 éve a legmagasabb Ligában (osztályban) folyamatosan tevékenykedő, eredményes pályafutása elismeréseként, a FIFA JB felterjesztésére az 1965-ben alapított International Referee Special Award címmel és oklevéllel tüntette ki.